# Оденталь
Оденталь (нім. Odenthal) — сільська громада в Німеччині, знаходиться в землі Північний Рейн-Вестфалія. Підпорядковується адміністративному округу Кельн. Входить до складу району Райніш-Бергішер.
Площа — 39,97 км2. Населення становить 15 031 ос. (станом на 31 грудня 2020).